# Pisco-bekken

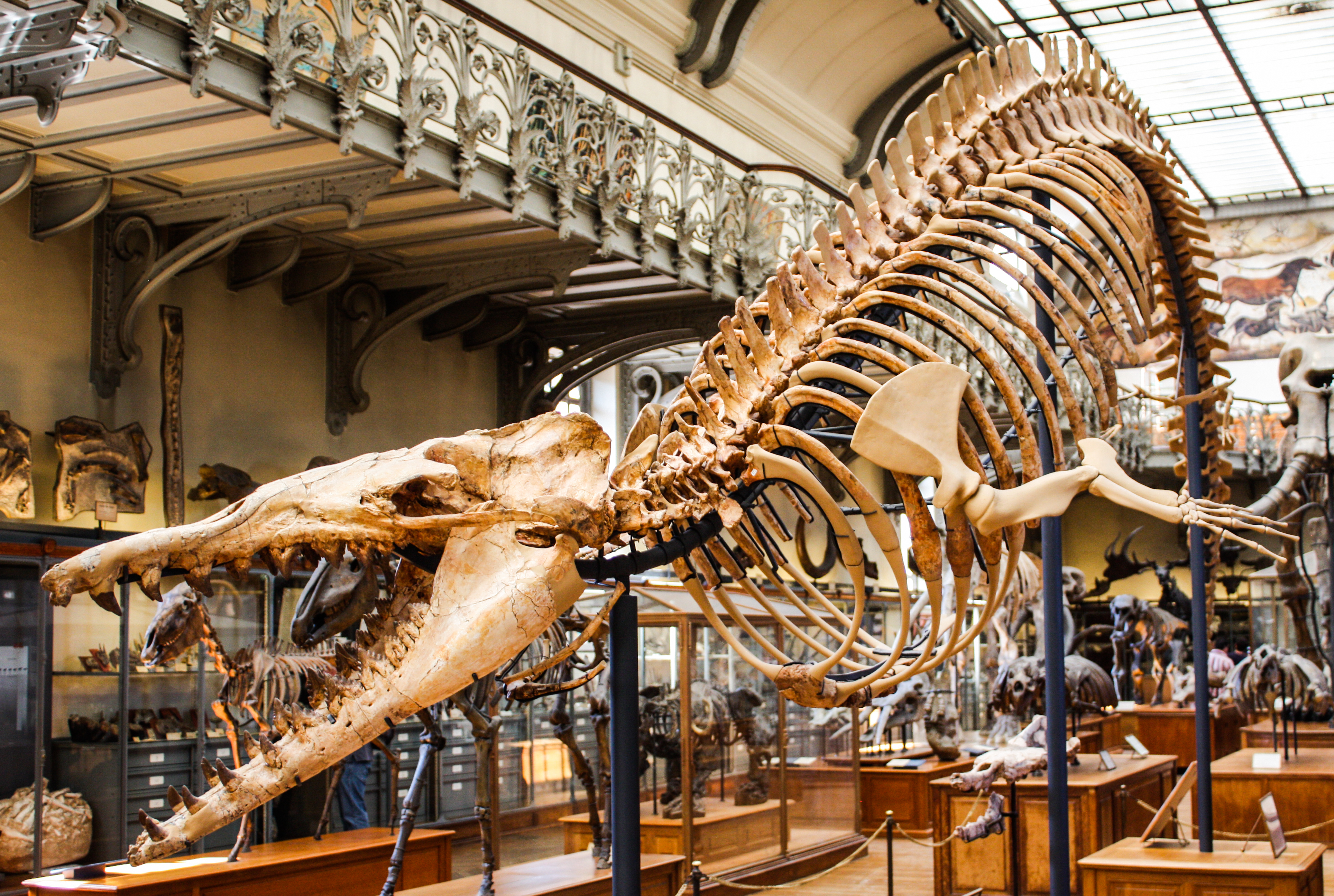
Skelet van Cynthiacetus in het Muséum national d'histoire naturelle in Parijs.

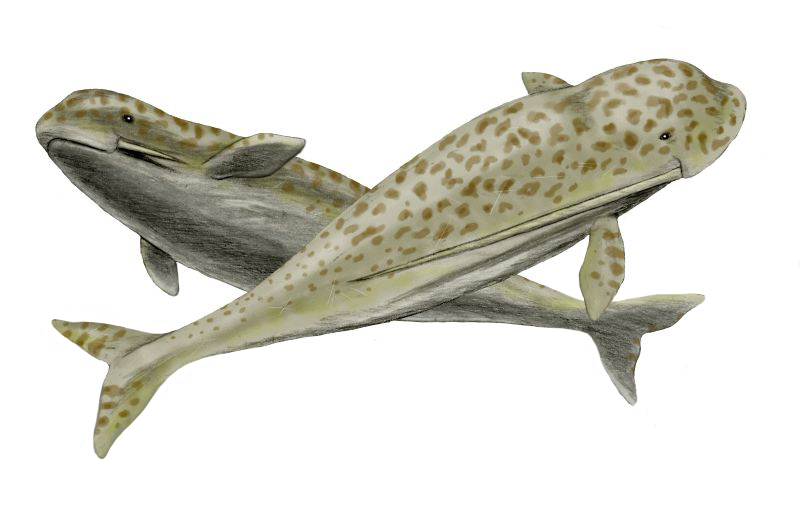
Reconstructie van Odobenocetops.

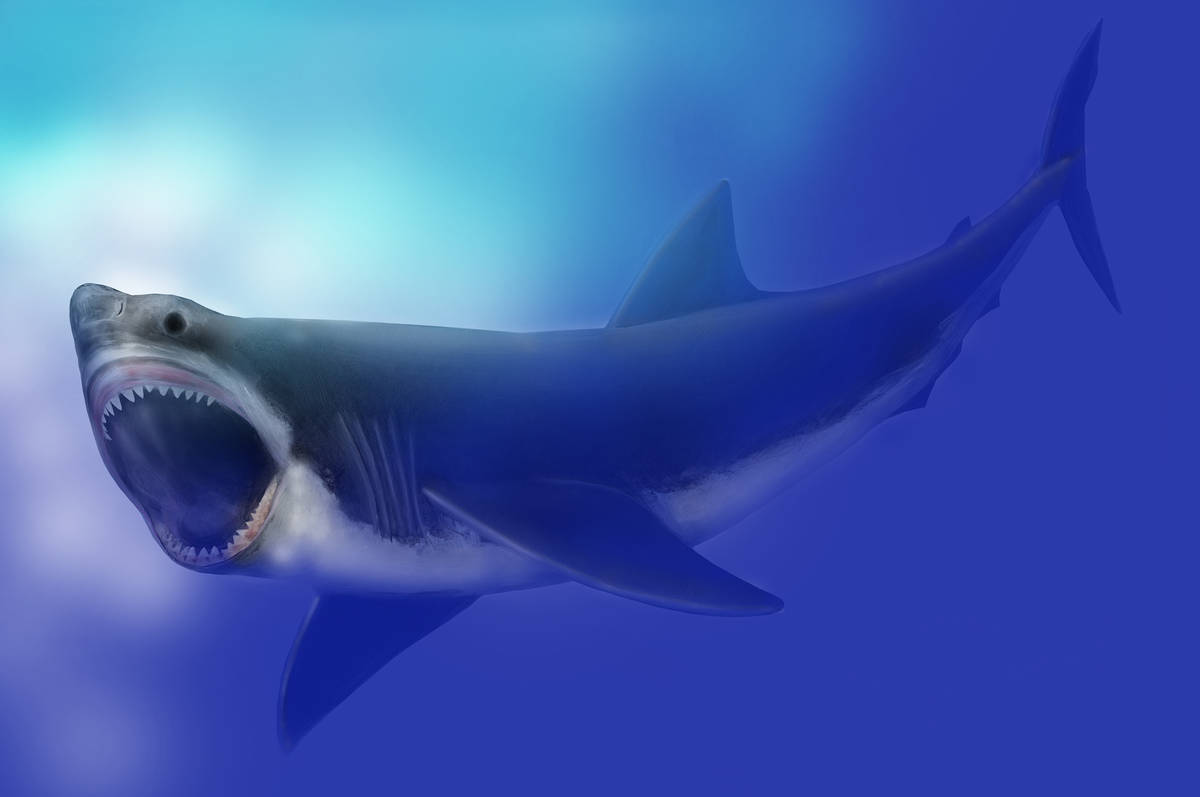
Reconstructie van Carcharocles megalodon.

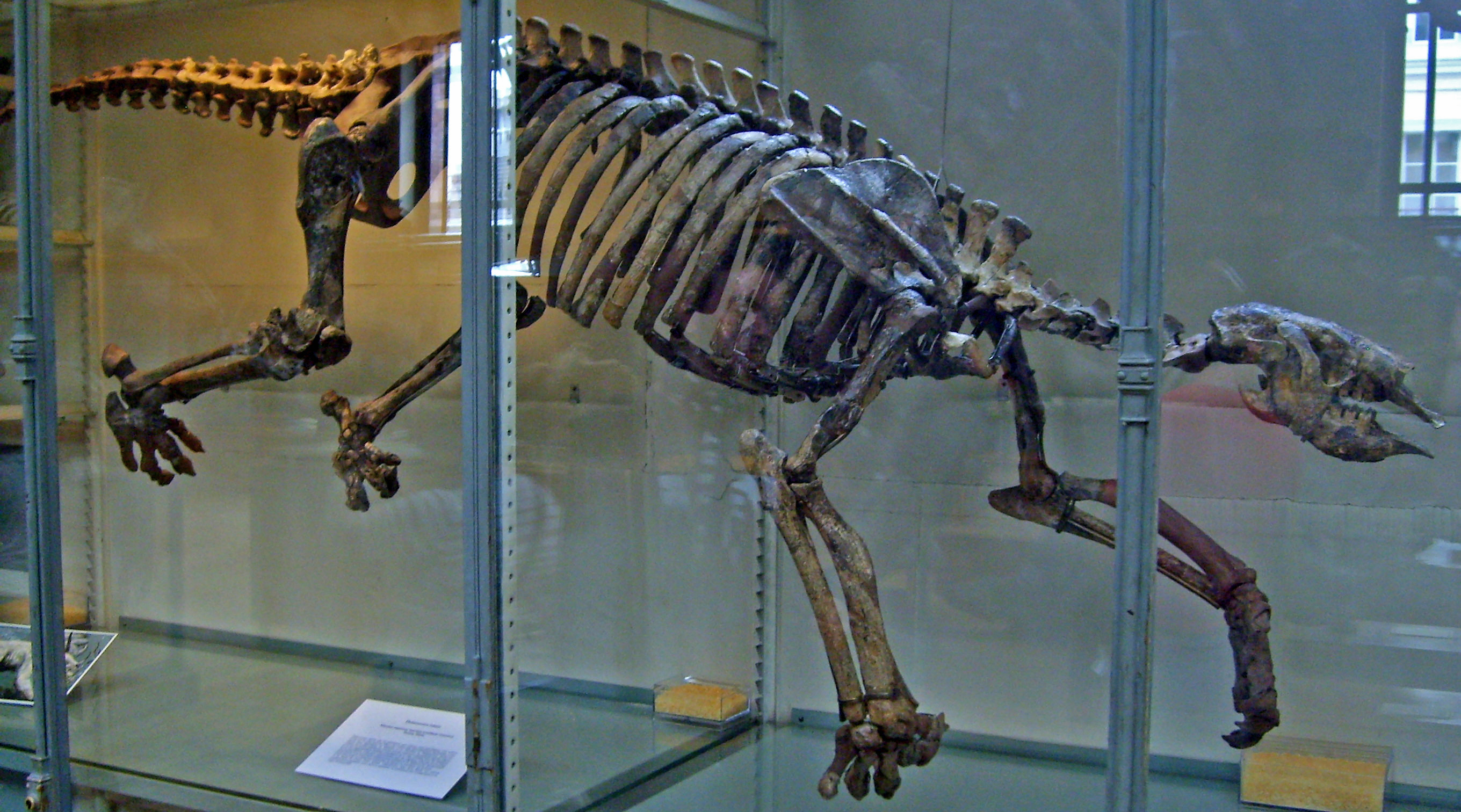
Skelet van Thalassocnus in het Muséum national d'histoire naturelle in Parijs.

Het Pisco-bekken is een bekken in Peru. Het is een van de belangrijkste vindplaatsen van fossielen van walvissen wereldwijd.

## Locatie
Het Pisco-bekken ligt in het zuidwesten van Peru in de provincie Ica en het is driehonderd kilometer lang. 

## Geologie
Het bekken omvat afzettingen van met name zandsteen en siltsteen uit het Eoceen tot het Laat-Plioceen, een periode waarin het gebied een kustzee was. Het bekken kwam in het Pleistoceen boven de zeespiegel te liggen door subductie van de Nazca-plaat. De afzettingen in het Pisco-bekken omvatten meerdere formaties.

## Paleontologie

### Eoceen
De oudste formatie in het Pisco-bekken is de Caballas-formatie uit het Eoceen. De Paracas-groep, soms onderverdeeld in de Los Choros- en Yumaque-formatie, werd afgezet in het Midden-Eoceen. In deze formatie zijn fossielen van vroege walvissen (Peregocetus, Ocucajea, Supayacetus), pinguïns (Perudyptes) en vissen zoals sardines en ansjovis gevonden. De Otuma-formatie dateert uit het Laat-Eoceen en het is de vindplaats van basilosauriërs (Cynthiacetus) en pinguïns (Icadyptes, Inkayacu). Net als tegenwoordig met de Humboldtstroom was er in het Eoceen een koude stroming langs de Peruaanse kust.

### Chilcatay-formatie
De Chilcatay-formatie is afgezet in het Laat-Oligoceen tot Vroeg-Mioceen. In deze formatie zijn fossielen gevonden van diverse soorten walvissen, zeeroofdieren, pinguïns, zeeschildpadden en haaien. 

### Pisco-formatie
De Pisco-formatie uit het Midden-Mioceen tot Laat-Plioceen (15-2 miljoen jaar geleden) is de soortenrijkste formatie uit het Pisco-bekken en het geldt als een Lagerstätte met een groot aantal zeer goed bewaard gebleven fossielen. Het is een van de belangrijkste vindplaatsen van walvisfossielen in de wereld. Onder meer de reusachtige potvis Livyatan en Odobenocetops, een dolfijn met een grote slagtand, zijn bekend uit de Pisco-formatie. De verdere paleofauna bestond uit haaien zoals de megalodon, zeeschildpadden, zeegavialen, zeevogels zoals pinguïns en Pelagornis, de condors Kuntur en Perugyps zeehonden en aquatische grondluiaarden zoals Thalassocnus.